# Mangora acaponeta
Mangora acaponeta es una especie de Arachnida del género Mangora, de la familia Araneidae, del orden Araneae.

## Distribución
Mangora acaponeta se distribuye por México.

## Taxonomía
Fue descrita científicamente por Herbert Walter Levi en 2005. Fue publicado por primera vez en Levi, H. W. (2005a). The orb-weaver genus Mangora of Mexico, Central America, and the West Indies (Araneae: Araneidae). Bulletin of the Museum of Comparative Zoology 158: 139-182.